# Ferdinand Béchard
Pour les articles homonymes, voir Béchard.
Ferdinand Jean-Jacques Marie Béchard est un avocat et homme politique français né le 16 novembre 1799 à Saint-Gervasy (Gard) et mort le 6 janvier 1870 à Paris. 

## Biographie
- Député du Gard (1837-1846) et (1848-1851)

Membre de l'Académie du Gard de 1831 à 1839, il la préside en 1838. Avocat au barreau de Nîmes, il en est le bâtonnier de 1832 à 1834.
L’Académie française lui décerne son prix Bordin en 1863 pour ses ouvrages Droit municipal dans l'antiquité et Droit municipal au moyen âge.
Il est le père de Frédéric Béchard.

### Sources
- « Ferdinand Béchard », dans Adolphe Robert et Gaston Cougny, Dictionnaire des parlementaires français, Edgar Bourloton, 1889-1891 [détail de l’édition]